# Stipa henrardiana
Stipa henrardiana är en gräsart som beskrevs av Parodi. Stipa henrardiana ingår i släktet fjädergrässläktet, och familjen gräs. Inga underarter finns listade i Catalogue of Life.